# Rhyacophila glareosa
Rhyacophila glareosa là một loài Trichoptera trong họ Rhyacophilidae. Chúng phân bố ở miền Cổ bắc.